# مریم معترف
مریم معترف (زاده ۱۱ دی ۱۳۲۴) بازیگر سینما، کارگردان تئاتر و کارگردان هنری در تلویزیون اهل ایران است. وی کارشناسی بازیگری و کارگردانی از دانشکده هنرهای زیبای دانشگاه تهران و فوق کارشناسی زیبایی‌شناسی تئاتر از دانشگاه سوربن پاریس است. او فعالیت در تلویزیون را از سال ۱۳۵۱ به عنوان تهیه‌کننده در واحد نمایش تجربه کرد. بازی در تئاتر را سال ۱۳۴۷ و بازی در سینما را از سال ۱۳۶۴ با آن سوی مه کاری از منوچهر عسگری‌نسب شروع کرد. 
او با آثارش در چندین دوره جشنواره تئاتر فجر حضور داشته که از این میان می‌توان به جشنواره فجر سال ۱۳۷۰ اشاره کرد. معترف در این دوره مال‌کنون را به صورت مشترک با عزت‌الله مهرآوران و در کنار آثاری نظیر سایه ماه به کارگردانی انوشیروان ارجمند، مرگ یزدگرد به نویسندگی بهرام بیضایی و کارگردانی گلاب آدینه، دلدار به نویسندگی و کارگردانی حسین نوری و واقعه‌خوانی جهاز جادو به نویسندگی محمد چرمشیر و کارگردانی آتیلا پسیانی به روی صحنه برد. وی هم‌اکنون مدیر اداره برنامه‌های تئاتر است.

## فیلم‌شناسی
1. آن سوی مه (۱۳۶۴)
2. خانه در انتظار (۱۳۶۶)
3. تا غروب (۱۳۶۷)
4. دستمزد (۱۳۶۸)
5. سایه خیال (۱۳۶۹)
6. آپارتمان شماره ۱۳ (۱۳۶۹)
7. دندان طلا (۱۳۷۰)
8. ضربه آخر (۱۳۷۲)
9. ماه و خورشید (۱۳۷۴)
10. یحیی (۱۳۷۴)
11. صله سحر (۱۳۹۴)

## تلویزیونی
| سال  | عنوان مجموعه          | کارگردان         | توضیحات                |
| ---- | --------------------- | ---------------- | ---------------------- |
| ۱۳۶۲ | نوروزنامه             | مهوش جزایری      | شبکه ۱ پخش در نوروز ۶۳ |
| ۱۳۶۶ | درخت دوستی            | سعید خاکسار      | شبکه ۲                 |
| ۱۳۶۶ | خانه در انتظار        | منوچهر عسگری نسب | شبکه ۲                 |
| ۱۳۶۷ | شاخه طوبی             | مهدی علی احمدی   | شبکه ۱                 |
| ۱۳۶۸ | هزاران برگ و هزار رنگ | حسین فردرو       | شبکه ۱                 |
| ۱۳۷۱ | بازنشستگی             | علی فیاضی        | شبکه ۲                 |
| ۱۳۷۲ | همسایه‌ها              | حسن فتحی         | شبکه ۱                 |
| ۱۳۷۳ | چه باید کرد           | حسین فردرو       | شبکه ۲                 |
| ۱۳۷۳ | راهیان                | علی بیابانی      | شبکه ۱                 |
| ۱۳۷۴ | عیاران                | کاظم بلوچی       | شبکه ۲                 |
| ۱۳۷۵ | سیاه، سفید، خاکستری   | سیامک شایقی      | شبکه ۲                 |
| ۱۳۸۳ | روح مهربان            | امیر قویدل       | شبکه ۱                 |
| ۱۳۸۴ | اولین شب آرامش        | احمد امینی       | شبکه ۳                 |

## کارگردانی
- ۱۳۷۳-۱۳۷۵ یک تابلو یک حماسه
- ۱۳۷۵-۱۳۷۷ دالی
- ۱۳۷۸ سارا به کلاس اول می‌رود

## تئاتر
وی در سال ۱۳۹۴ در مقامِ کارگردان، نمایش «تاریخ انقضاء» را به روی صحنه برد.